# Le Raid Paris-Monte Carlo en deux heures
Pour plus de détails, voir Fiche technique et Distribution.
Le Raid Paris-Monte Carlo en deux heures est un film réalisé par Georges Méliès, sorti en 1905.

## Synopsis

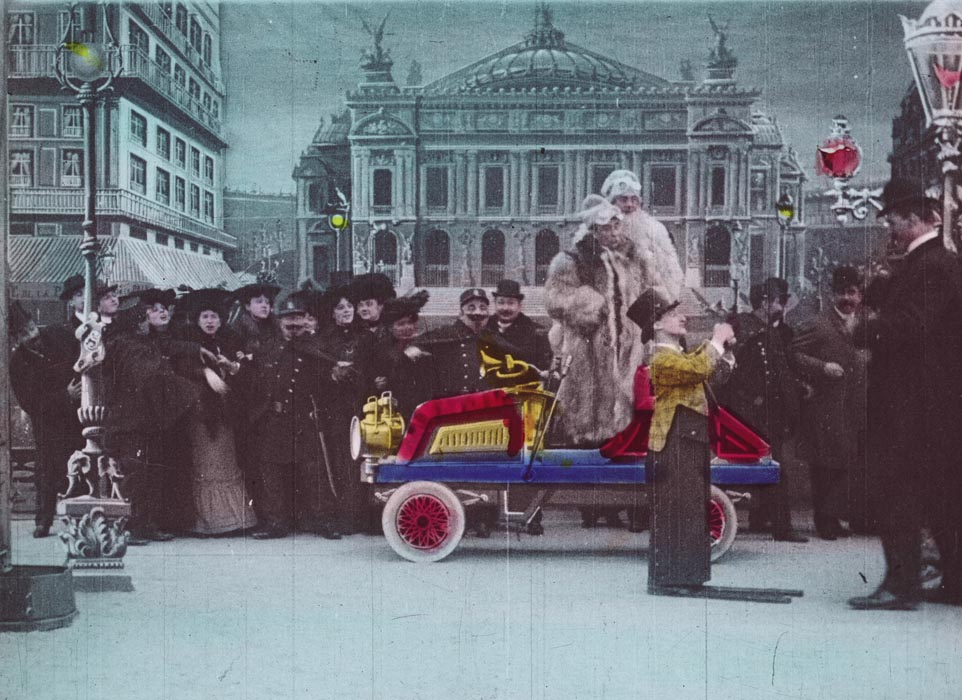
Image d'une version colorisée du film

Le roi Léopold, en vacances à Paris, veut visiter Monte-Carlo mais n'a pas le temps pour le trajet en train express de dix-sept heures entre les deux villes. Il va chez à un constructeur automobile qui prétend que sa voiture peut faire la distance en seulement deux heures. Le roi accepte et part dans la voiture avec le constructeur automobile agissant comme chauffeur. Une grande foule les voit de l'extérieur de l’opéra Garnier de Paris, y compris de nombreuses célébrités du monde du théâtre de Paris. Après s'être arrêté pour remplir la voiture d'essence, le Roi la met en marche et, du fait de son inexpérience, la fait reculer accidentellement sur un policier alors écrasé comme une crêpe. Le roi commence à le gonfler avec une pompe puis, pour gagner du temps, laisse les autres spectateurs terminer le travail pendant qu'il conduit. Les badauds se mettent au travail avec zèle, à tel point que le policier débordé finit par exploser.
La voiture roule dans la campagne française et dans les Alpes, sautant entre les montagnes et renversant un facteur au passage. Aux portes de Dijon, les fonctionnaires de la ville tentent d'arrêter la voiture pour faire appliquer la taxe d'octroi, mais la voiture garde son cap et se lance sur l'un des fonctionnaires, qui explose à son tour. La voiture se fraye un chemin à travers la côte méditerranéenne, renversant un stand de fruits, s'écrasant dans une serre, heurtant un wagon de goudron (une autre explosion s'ensuivant) et arrivant enfin à la tribune des spectateurs qui les attendait à Monte-Carlo. La voiture roule maintenant à une vitesse telle que, plutôt que de s'arrêter devant la tribune, elle saute dans les escaliers et s'écrase sur la terre. Le roi et le chauffeur, indemnes de leur course aventureuse, sont accueillis chaleureusement. 

## Production
La voiture utilisée dans ce film avait été utilisée auparavant par Méliès dans un autre de ses films, plus précisément pour le tournage de la fin britannique et américaine de L'Ange de Noël.